# 대한민국 국가안전보장회의
국가안전보장회의(國家安全保障會議, 영어: National Security Council, NSC)는 국가 안전 보장에 관련되는 대외 정책·군사 정책과 국내 정책의 수립에 관하여 국무회의의 심의에 앞서 대통령의 자문에 응하는 대통령 직속 헌법기관이다. 1963년 12월 17일 발족하였다.

## 연혁
- 1963년 12월 17일: 국가안전보장회의를 설치.[3]
- 1981년 12월 31일: 사무국을 폐지.
- 1998년 5월 25일: 국가안전보장회의에 상임위원회와 사무처를 설치.
- 2008년 2월 29일: 상임위원회를 폐지하고 사무처를 간사로 대체.
- 2014년 1월 10일: 상임위원회와 사무처를 다시 설치.

## 구성
| 구분 | 직위                                                   | 위원   |
| ---- | ------------------------------------------------------ | ------ |
| 의장 | 대통령                                                 | 이재명 |
| 위원 | 국무총리                                               | 김민석 |
| 위원 | 외교부 장관                                            | 조현   |
| 위원 | 통일부 장관                                            | 정동영 |
| 위원 | 국방부 장관                                            | 정성호 |
| 위원 | 행정안전부 장관                                        | 윤호중 |
| 위원 | 국가정보원장                                           | 이종석 |
| 위원 | 대통령비서실장                                         | 강훈식 |
| 위원 | 국가안보실장 (국가안전보장회의 상임위원회 위원장 겸임) | 위성락 |
| 위원 | 국가안보실 제1차장 (국가안전보장회의 사무처장 겸임)    | 김현종 |
| 위원 | 국가안보실 제2차장                                     | 임웅순 |
| 위원 | 국가안보실 제3차장                                     | 오현주 |

국가안전보장회의는 대통령, 국무총리, 외교부 장관, 통일부 장관, 국방부 장관 및 국가정보원장과 대통령령으로 정하는 위원으로 구성된다.

### 의장
국가안전보장회의의 의장은 대통령이 맡는다. 의장은 회의를 소집하고 주재한다. 의장은 국무총리로 하여금 그 직무를 대행하게 할 수 있다. 의장은 필요하다고 인정하는 경우에는 관계 부처의 장, 합동참모회의 의장 또는 그 밖의 관계자를 회의에 출석시켜 발언하게 할 수 있다.

### 위원
행정안전부 장관, 대통령비서실장, 국가안보실장, 국가안전보장회의사무처장 및 국가안보실의 제2차장 및 제3차장은 국가안전보장회의의 위원이 된다.

### 상임위원회
회의에서 위임한 사항을 처리하기 위하여 상임위원회를 둔다. 상임위원회는 위원장 1명과 8명의 위원으로 구성한다.상임위원회의 위원장은 국가안보실장이 된다. 상임위원회의 위원은 외교부 장관, 통일부 장관, 국방부 장관, 국가정보원장, 대통령비서실장, 사무처장 및 국가안보실의 제2차장 및 제3차장이 된다. 국무조정실장은 상임위원회에 출석하여 발언할 수 있다.

### 사무처
회의의 회의운영지원 등의 사무를 처리하기 위하여 국가안전보장회의사무처를 둔다. 사무처에 사무처장 1명과 필요한 공무원을 두되, 사무처장은 정무직으로 한다. 사무처장은 국가안보실 제1차장이 겸임한다. 사무처장은 안보회의 의장의 명을 받아 안보회의의 운영과 관련된 사무를 수행하며, 소속 공무원을 지휘·감독한다. 사무처장을 보좌하기 위하여 사무차장 1명을 두며, 사무차장은 국가안보실의 안보전략비서관이 겸임한다.

## 직무
회의는 국가안전보장에 관련되는 대외정책, 군사정책 및 국내정책의 수립에 관하여 대통령의 자문에 응한다.
상임위원회는 안보회의의 위임에 의하여 국가안전보장에 관련되는 대외정책·군사정책 및 국내정책에 관한 사항을 협의한다. 상임위원회의 위원장은 회의를 소집한다. 상임위원회의 위원장은 필요하다고 인정되는 경우에는 관계 부처의 장 및 그 밖의 관계자를 회의에 출석하게 하여 그 의견을 들을 수 있다.
상임위원회의 운영을 효율적으로 지원하기 위하여 상임위원회에 실무조정회의를 둔다. 실무조정회의는 다음의 사항을 협의·조정한다.
1. 상임위원회의 협의 안건에 대한 사전 실무 협의·조정에 관한 사항
2. 상임위원회의 안건과 관련하여 상임위원회가 위임한 사항
3. 그 밖에 상임위원회의 위원장이 실무 협의를 요구하는 사항

실무조정회의의 의장은 사무처장이 되며, 위원은 협의 안건과 관련되는 행정기관의 차관급 공무원이 된다.
제3항의 위원이 부득이한 사유로 실무조정회의에 출석하기 어려운 경우에는 해당 기관의 협의 안건과 관련한 차관보급 공무원이 출석할 수 있다.
국가안전보장회의사무처는 안보회의의 운영과 관련된 다음의 직무를 수행한다.
1. 의안의 상정 및 심의에 관한 사항
2. 안보회의의 심의사항에 대한 이행상황의 점검
3. 의안의 심의 관련 조사·연구에 관한 사항
4. 그 밖에 안보회의, 상임위원회 및 실무조정회의의 운영에 관한 사항

## 회의
안보회의는 필요에 따라 안보회의의 의장이 소집한다. 안보회의는 공개하지 아니한다. 다만, 의결로써 공개할 수 있다. 의안은 심의사항과 보고사항으로 구분하며, 심의사항은 대통령이 자문한 사항과 위원이 특히 필요하다고 인정하여 제안하는 사항으로, 보고사항은 위원이 안보회의의 심의에 참고하기 위하여 필요하다고 인정하여 보고하는 사항으로 한다. 의안은 안보회의 개최일 5일 전까지 사무처장에게 제출하여야 한다.(긴급의안은 제외) 사무처장은 의안을 의사 일정과 함께 안보회의 개최일 3일 전까지 위원과 법 제6조에 따라 안보회의에 출석·발언하는 사람에게 배부하여야 한다.(긴급의안은 제외)

### 정족수
안보회의는 재적 위원 3분의 2 이상의 출석으로 개의하고, 출석위원 과반수의 찬성으로 의결한다. 사무처장은 안보회의의 회의록을 작성하여 갖추어 두어야 한다.

### 회의록
안보회의의 회의록에는 사무처장이 서명·날인하여야 한다. 사무처장은 안보회의에서 의결된 사항과 소수의견을 안보회의의 회의록에 첨부하여 대통령에게 문서로 보고하고 그 부본(副本)을 위원에게 배부하여야 한다.

## 같이 보기
- 국가안전보장회의
- 국가안보실